# 查尔斯·明格斯

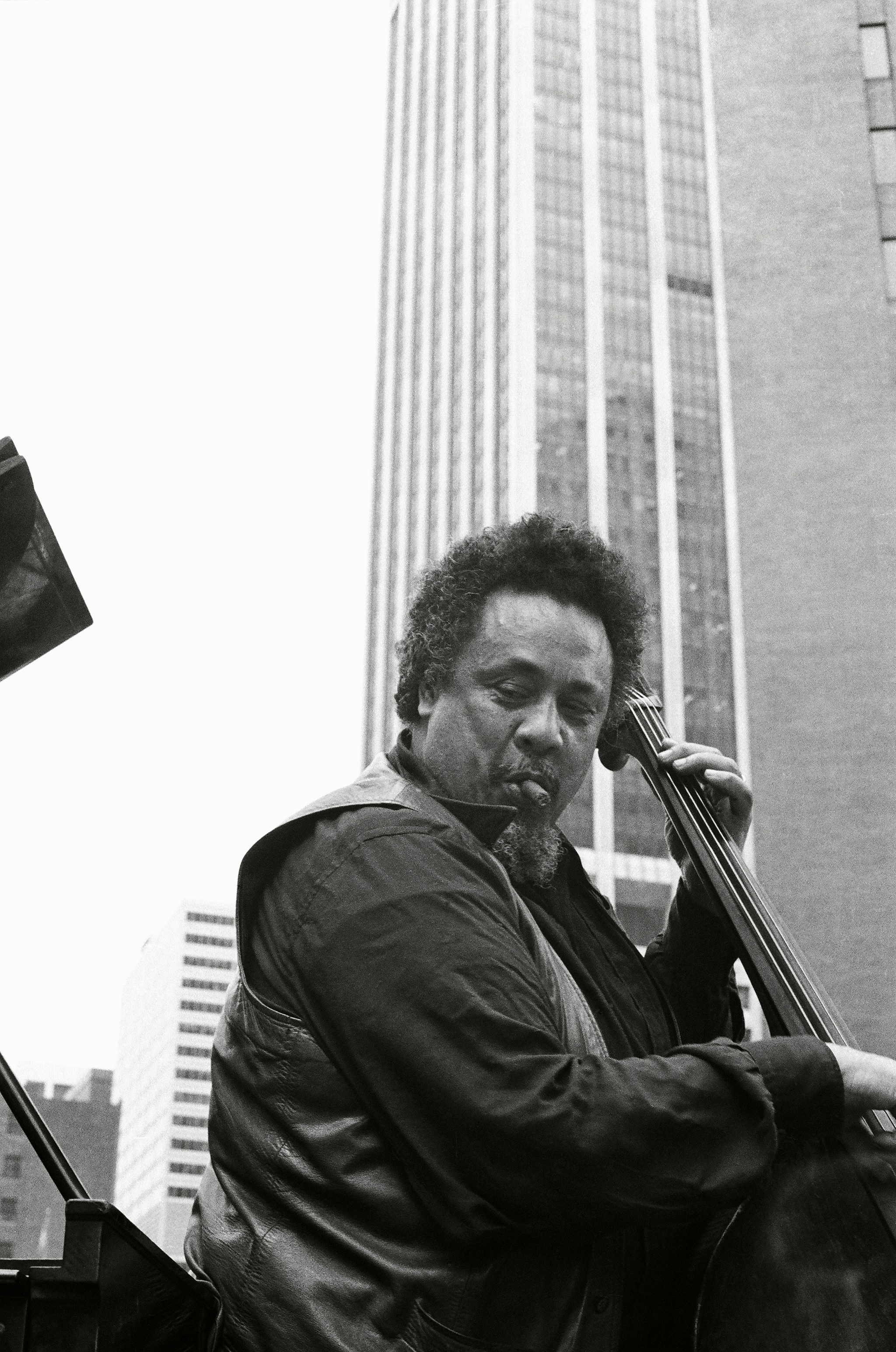
查尔斯·明格斯

查尔斯·明格斯（英語：Charles Mingus，1922年4月22日—1979年1月5日），又译查理·明格斯，是一位美国爵士贝斯手、作曲家、乐队领队，有时还是钢琴手。他也因为激烈反对种族主义而著称。
拥有自传《社会底层之下》。因给唱片《让我们的孩子听音乐》写封套留言获得格莱美奖。